# Liga de Fútbol Americano Profesional
Liga de Fútbol Americano Profesional (LFA) – najwyższa w hierarchii klasa ligowych rozgrywek futbolu amerykańskiego w Meksyku. Jej triumfator zostaje Mistrzem Meksyku. Meczem finałowym o mistrzostwo Meksyku jest Tazón México.

## Historia
Liga została stworzona w 2016 roku, aby zawodnicy grający w akademickich ligach ONEFA i CONADEIP po ukończeniu studiów mogli dalej grać zawodowo w futbol amerykański. Mecze LFA są rozgrywane na początku roku.

## Drużyny 2024
| Drużyna       | Miasto        | Stadion                  | Data założenia |
| ------------- | ------------- | ------------------------ | -------------- |
| Galgos        | Puebla        | Caliente                 | 2021           |
| Caudillos     | Chihuahua     | Estadio Olímpico         | 2019           |
| Jefes         | Ciudad Juárez | 20 de noviembre          | 2022           |
| Mexicas       | Miasto Meksyk | Casco de Santo Tomás     | 2015           |
| Reyes         | Guadalajara   | La Fortaleza Azul        | 2021           |
| Fundidores    | Monterrey     | Estadio Nuevo León Unido | 2016           |
| Dinos         | Saltillo      | Francisco I. Madero      | 2016           |
| Raptors       | Naucalpan     | FES Acatlán              | 2015           |
| Gallos Negros | Querétaro     | Olímpico Alameda         | 2021           |

## Finały
| Rok   | Zdobywca   | Wicemistrz    | Wynik | Widzów |
| ----- | ---------- | ------------- | ----- | ------ |
| 2016  | Mayas      | Raptors       | 29-13 | 3.000  |
| 2017  | Mayas      | Dinos         | 24-18 | 3.000  |
| 2018  | Mexicas    | Raptors       | 17-0  | 15.000 |
| 2019  | Condors    | Raptors       | 20-16 | 18.000 |
| 2020* |            |               |       |        |
| 2021* |            |               |       |        |
| 2022  | Fundidores | Gallos Negros | 18-14 | 14.000 |
| 2023  | Caudillos  | Dinos         | 10-0  | 18.930 |

* Sezonu 2020 oraz 2021 nie rozegrano z powodu epidemii koronawirusa.